# 23 de gener
El 23 de gener és el vint-i-tresè dia de l'any en el calendari gregorià. Queden 342 dies per finalitzar l'any, 343 en els anys de traspàs.

## Esdeveniments
Països Catalans
- 1501 - València: Una butlla pontifícia del papa Alexandre VI, Roderic de Borja, reconeixia la universitat creada amb les noves Constitucions de l'Estudi General.[1]
- 1641 - Catalunya: al cap d'una setmana d'haver proclamat la República Catalana, en el marc de la guerra dels Segadors, el president de la Generalitat Pau Claris es veu obligat -per poder mantenir el suport francès- a proclamar Lluís XIII de França com a comte de Barcelona.
- 1939 - Barcelona: últim número del diari La Publicitat, que havia començat a editar-se el 1922.[2]

Resta del món
- 1579 - Països Baixos: les províncies del nord del país creen la Unió d'Utrecht.
- 1719 - Liechtenstein: l'emperador Carles VI instaura aquest país com a principat de l'Imperi fusionant les senyories de Vaduz i Schellenberg.
- 1958 - Veneçuela: un cop d'estat acaba amb la dictadura de Marcos Pérez Jiménez.[3]
- 2006 - Canadà: s'hi celebren eleccions legislatives que guanya el Partit Conservador, encapçalat per Stephen Harper.

## Naixements
Països Catalans
- 1350 - València: Sant Vicent Ferrer, dominic valencià que recorregué mig Europa predicant la seua moral i visió del cristianisme (m. 1419).
- 1893 - Barcelona: Emili Vendrell i Ibars, tenor i destacat intèrpret de cançons tradicionals catalanes.
- 1916 - Barcelona: Maria Lluïsa Algarra i Coma, advocada –primera jutgessa espanyola– i autora teatral, exiliada a Mèxic (m.1957).[4]
- 1917 - Llorca, Múrcia: Encarnación Hernández, pionera del bàsquet femení com a jugadora, entrenadora, àrbitra i fundadora d'equips.[5]
- 1933 - Ripoll: Jordi Roca i Tubau, artista i dissenyador gràfic (m. 2022).
- 1939 - Barcelona: Roser Capdevila i Valls, il·lustradora catalana.[6]
- 1951 - Lleida: Leonor Pedrico Serradell, fotògrafa pionera i primera fotoperiodista de les terres de Lleida (m. 2013).[7]
- 1959 - Palma: Andreu Vidal Sastre, poeta mallorquí.
- 1969 - Barcelona: Ariadna Gil i Giner, actriu de teatre, cinema i televisió catalana.[8]
- 1972 - Barcelona: Natza Farré i Maduell, periodista i comunicadora catalana.[9]
- 1991 - Barcelona: Clara Basiana i Cañellas, nedadora de natació sincronitzada catalana.[10]

Resta del món
- 1752 - Roma, Itàlia: Muzio Clementi, compositor, intèrpret virtuós d'instruments de tecla, professor, editor musical i constructor de pianos d'origen italià establert a Anglaterra (n. 1752).[11]
- 1783 - Grenoble, França: Stendhal, escriptor (m. 1842).
- 1796 - Berlín: Heinrich Soussmann, flautista i compositor alemany que va compondre molta música per a flauta, exercicis i fins i tot un mètode.
- 1813 - Kristiansandː Camilla Collett, escriptora noruega introductora del realisme i primera intel·lectual feminista del país (n. 1813).[12]
- 1832 - París: Édouard Manet, pintor impressionista francès (m. 1883).
- 1859 - Dublín: Katharine Tynan, poetessa i escriptora irlandesa (m. 1931).[13]
- 1862 - Königsberg, Prússia Oriental: David Hilbert, matemàtic (m. 1943).
- 1876 - Hamburg, Alemanya: Otto Paul Hermann Diels, químic alemany, Premi Nobel de Química de 1950 (m. 1954).
- 1888 - Budapest, Àustria-Hongria: Bianca Stagno Bellincioni, cantant i actriu italiana (m. 1980).[14]
- 1897 - Viena: Margarete Schütte-Lihotzky, primera arquitecta austríaca, creadora de la «cuina de Frankfurt» (m. 2000).[15]
- 1900 - Plainfield (Nova Jersey): Dave Hand, animador, realitzador i productor americà (m. 1986).
- 1907 - Tòquio (Japó): Hideki Yukawa, físic japonès, Premi Nobel de Física de 1949 (m. 1981).
- 1910 - Liverchies, Pont-à-Celles, Valònia: Django Reinhardt, guitarrista de jazz (m. 1953).
- 1915 - Castries, Saint Lucia, Imperi Britànic: William Arthur Lewis, economista britànic, Premi Nobel d'Economia de l'any 1979 (m. 1991).
- 1918 - Nova York: Gertrude Belle Elion, farmacòloga, bioquímica i professora universitària nord-americana guardonada amb el Premi Nobel de Medicina o Fisiologia l'any 1988).[16]
- 1920, Offenbach am Main, Alemanya: Gottfried Böhm, arquitecte alemany.
- 1928
  - Dobbiaco, Itàlia: Eugenio Monti, corredor de bobsleigh.
  - París, França: Jeanne Moreau, actriu, directora de cinema, de teatre, d'òpera, guionista i escriptora francesa.[17]
- 1929 - Berlín, Alemanya). John C. Polanyi, químic canadenc d'origen hongarès, Premi Nobel de Química de l'any 1986.
- 1930 - Castries, Saint Lucia, Imperi Britànic: Derek Walcott, poeta i dramaturg, Premi Nobel de Literatura de l'any 1992.
- 1943 - Anderson (Indiana), Estats Units: Gary Burton, músic, compositor, educador i vibrafonista de jazz.[18]
- 1944 - Breukelen, Països Baixos: Rutger Hauer, actor neerlandès, conegut internacionalment gràcies al seu rol de l'androide Roy Batty a Blade Runner (m. 2019).[19]
- 1953 – Los Angeles, Califòrnia, EUA: Antonio Villaraigosa, alcalde de Los Angeles, CA.
- 1957 - Mònaco: Carolina de Mònaco, princesa de Mònaco i de Hanover.[20]
- 1960 - Malatya, Turquia: Güldal Akşit, política turca. (m 2021)
- 1963 - Suzhou, Jiangsu (Xina): Su Tong, escriptor xinès, Premi Mao Dun de Literatura de l'any 2015.[21]
- 1975 - Montevideo: Cecilia Curbelo, comunicadora, columnista, escriptora, guionista i editora uruguaiana.
- 1985 - Tytsjerksteradiel, Països Baixos: Doutzen Kroes, model i actriu neerlandesa.
- 1986 - Etiòpia: Gelete Burka, atleta etíop, subcampiona mundial el 2015 en la prova de 10.000 metres.[22]
- 1987 - Marsella: Louisa Necib, centrecampista de futbol amb 140 internacionalitats per a França des del 2005.[23]

## Necrològiques
Països Catalans
- 1131 - Barcelona: Ramon Berenguer III, “el Gran”, comte de Barcelona i Girona, d'Osona, de Besalú, de Provença i de Cerdanya (48 anys).
- 1516 - Madrigalejo, Regne de Castella: Ferran el Catòlic, un dels Reis Catòlics.
- 1866 - Madrid, Espanya: Joan Isern Batlló i Carrera, botànic català.
- 1897 - Manila, Filipines: Frederic Faura i Prat, meteoròleg i eclesiàstic català.
- 1937 - València: Tina de Jarque, vedet, actriu i cantant catalana (n. 1906).[24]
- 1948 - Banyoles, Pla de l'Estany: Joaquim Pecanins i Fàbregas, músic català (64 anys).[25]
- 1956 - Barcelona: Ramon Violant i Simorra, etnògraf català.
- 1975 - Barcelona: Assumpció Casals i Rovira, primera actriu catalana (n. 1896).[26]
- 1976 - Caracas: Maria Gispert i Coll, escriptora i política catalana (n. 1904).[27]
- 1983 - Picanya, l'Horta Oest: Abel Mus, violinista, pedagog i compositor valencià (75 anys).[28]
- 1989 - Figueres, Alt Empordà: Salvador Dalí, pintor català.[29]
- 2008 - Barcelona, Barcelonès: Jaume Sorribas i Garcia, actor català (n. 1948).
- 2009 - Roda de Ter, Osona: Francesc Ribas i Sanglas, futbolista català.
- 2010 - Palafrugell: Maria Lluïsa Borràs, doctora en Història de l'Art, escriptora, crítica i comissària d'exposicions (n. 1931).[30]
- 2018 - Barcelona: Carme Mateu i Quintana, promotora cultural catalana (n. 1936).[31]
- 2025 - Joan Planes Vila empresari català, fundador de la multinacional Fluidra (n. 1941).[32]

Resta del món
- 667 - Toledo (Regne de Toledo): Ildefons de Toledo, arquebisbe, teòleg i escriptor eclesiàstic, sant.
- 1567: Pequín (Xina): Emperador Jiajing, onzè emperador de la Dinastia Ming (n. 1507).
- 1568 - Madrid: Gaspar Becerra, escultor i pintor andalús (n. 1520).
- 1803 - Dublín, Irlanda: Sir Arthur Guinness, cerveser irlandès i el fundador de la companyia Guinness,.
- 1893 - Madrid, Espanya: José Zorrilla, poeta i dramaturg espanyol.
- 1928 - Madrid: María Guerrero, actriu espanyola.[33]
- 1931 - Sant Petersburg: Anna Pàvlova, ballarina russa (49 anys).[34]
- 1936 - North Stoke, Oxfordshire, Anglaterra: Clara Butt, cèlebre contralt britànica (n. 1872).[35]
- 1944 - Oslo, Noruega: Edvard Munch, pintor i gravador noruec (80 anys).
- 1946 - Saltsjöbaden, Suècia: Helene Schjerfbeck, pintora finlandesa, l'artista més important de Finlàndia (n. 1862).[36]
- 1963 - Varsòvia, Polònia: Józef Gosławski, escultor i medallista polonès.
- 1968 - Londres: Teresa Clotilde del Riego, compositora, violinista, pianista i cantant anglesa (n. 1876).[37]
- 1972 - Warminster: Maxwell Armfield, il·lustrador i escriptor anglès.
- 1981 - Nova York, EUA: Samuel Barber, compositor nord-americà (70 anys).
- 1990 - Buenos Aires, Argentina: Raúl Kaplún, violinista, compositor i director d'orquestra alemany nacionalitzat argentí.
- 2004 - Los Angeles, Califòrnia: Helmut Newton, fotògraf australià d'origen alemany, un dels més importants del segle XX (n. 1920).[38]
- 2017 - Madrid: Gertrudis de la Fuente, doctora en Farmàcia, pionera de la investigació bioquímica (n. 1921).[39]
- 2018 - La Reina, Xileː Nicanor Parra, poeta, matemàtic i físic xilè. Creador de l'anomenada antipoesia, se'l considera un dels autors més influents de la literatura hispanoamericana (n. 1914).[40]
- 2021
  - Beverly Hills, Califòrnia, EUA: Hal Holbrook, actor Estatunidenc (n. 1925).
  - Los Angeles, EUA: Larry King, periodista i presentador de televisió (n. 1933).[41]

## Festes i commemoracions
- Onomàstica:
  - Sant Ildefons de Toledo, bisbe de Toledo;
  - Sant Joan de les Almoines, patriarca ortodox d'Alexandria;
  - Esposalles de la Mare de Déu;
  - Sant Agatàngel de Roma, màrtir;
  - Sant Trobat de Girona, màrtir;
  - Sant Climent d'Ancira, bisbe i màrtir;
  - Santa Emerenciana de Roma, verge i màrtir;
  - Sant Francesc Gil de Frederic, prevere dominicà i màrtir